# Peón y rey contra rey
En los finales de peón y rey contra rey tenemos dos casos diferentes: 
1. Cuando el rey fuerte no defiende al peón
2. Cuando el rey fuerte defiende al peón

## Cuando el rey fuerte no defiende al peón:La regla de cuadrado.
En el caso del rey fuerte no defienda al peón la posición se resuelve según la regla del cuadrado.
|       |    |       |    |    |    |       |    |    |  |
|       | a8 | b8    | c8 | d8 | e8 | f8    | g8 | h8 |  |
| a7    | b7 | c7    | d7 | e7 | f7 | g7    | h7 |    |  |
| a6    | b6 | c6    | d6 | e6 | f6 | g6    | h6 |    |  |
| a5    | b5 | c5    | d5 | e5 | f5 | g5    | h5 |    |  |
| a4    | b4 | c4 pl | d4 | e4 | f4 | g4 kd | h4 |    |  |
| a3    | b3 | c3    | d3 | e3 | f3 | g3    | h3 |    |  |
| a2    | b2 | c2    | d2 | e2 | f2 | g2    | h2 |    |  |
| a1 kl | b1 | c1    | d1 | e1 | f1 | g1    | h1 |    |  |
|       |    |       |    |    |    |       |    |    |  |

|       |    |       |    |    |    |    |    |    |  |
|       | a8 | b8    | c8 | d8 | e8 | f8 | g8 | h8 |  |
| a7    | b7 | c7    | d7 | e7 | f7 | g7 | h7 |    |  |
| a6    | b6 | c6    | d6 | e6 | f6 | g6 | h6 |    |  |
| a5    | b5 | c5    | d5 | e5 | f5 | g5 | h5 |    |  |
| a4    | b4 | c4 pl | d4 | e4 | f4 | g4 | h4 |    |  |
| a3    | b3 | c3 kd | d3 | e3 | f3 | g3 | h3 |    |  |
| a2    | b2 | c2    | d2 | e2 | f2 | g2 | h2 |    |  |
| a1 kl | b1 | c1    | d1 | e1 | f1 | g1 | h1 |    |  |
|       |    |       |    |    |    |    |    |    |  |

En el ejemplo del diagrama 1 juegan blancas, pero como el rey está dentro del cuadrado alcanza al peón, por mucho que corra.
1.c5 Rf5

2.c6 Re6

3.c7 Rd7

4.c8=D+ Rxc8 0.5/0.5
En el ejemplo del diagrama 2 juegan blancas, pero como el rey está fuera del cuadrado el peón corona y gana la partida.
1.c5 Rc4

2.c6 Rc5

3.c7 Rc6

4.c8=D+ y dama y rey contra rey.

## Cuando el rey fuerte defiende al peón
Cuando el rey puede proteger a su peón las cosas cambian. Para poder ganar este final el rey debe de estar delante de su peón —en su misma columna— y además debe de tener la oposición. El objetivo es controlar la casilla de coronación con el rey. Si la controla el bando fuerte se corona, pero si la controla el bando débil la partida termina en tablas. Todo el truco está en controlar las tres casillas críticas.

### Cuando los reyes están enoposición
|    |    |    |    |       |    |    |    |    |  |
|    | a8 | b8 | c8 | d8    | e8 | f8 | g8 | h8 |  |
| a7 | b7 | c7 | d7 | e7    | f7 | g7 | h7 |    |  |
| a6 | b6 | c6 | d6 | e6 pd | f6 | g6 | h6 |    |  |
| a5 | b5 | c5 | d5 | e5 kd | f5 | g5 | h5 |    |  |
| a4 | b4 | c4 | d4 | e4    | f4 | g4 | h4 |    |  |
| a3 | b3 | c3 | d3 | e3 kl | f3 | g3 | h3 |    |  |
| a2 | b2 | c2 | d2 | e2    | f2 | g2 | h2 |    |  |
| a1 | b1 | c1 | d1 | e1    | f1 | g1 | h1 |    |  |
|    |    |    |    |       |    |    |    |    |  |

Cuando los reyes están en oposición gana, o hace tablas el rey que ha conseguido al oposición. Si en la posición del diagrama 3 le toca jugar al negro el blanco puede hacer tablas, pero si le toca jugar al blanco este está en zugzwang y pierde la partida, por ejemplo así:
1.Rd3 Rf4

2.Rd4 e5+

3.Rd3 Rf3

4.Rd2 e4

5.Re1 Re3

6.Rf1 Rd2

7.Rf2 e3+

8.Rf1 e2+

9.Rf2 e1=D+

Y dama y rey contra rey.

### Regla de las tres casillas críticas
|       |       |       |    |    |       |       |       |    |  |
|       | a8    | b8    | c8 | d8 | e8    | f8    | g8    | h8 |  |
| a7    | b7    | c7    | d7 | e7 | f7    | g7    | h7    |    |  |
| a6    | b6    | c6    | d6 | e6 | f6 xo | g6 xo | h6 xo |    |  |
| a5 xx | b5 xx | c5 xx | d5 | e5 | f5    | g5 pl | h5    |    |  |
| a4    | b4    | c4    | d4 | e4 | f4    | g4    | h4    |    |  |
| a3    | b3 pl | c3    | d3 | e3 | f3    | g3    | h3    |    |  |
| a2    | b2    | c2    | d2 | e2 | f2    | g2    | h2    |    |  |
| a1    | b1    | c1    | d1 | e1 | f1    | g1    | h1    |    |  |
|       |       |       |    |    |       |       |       |    |  |

Cuando tratamos de apoyar con nuestro rey un peón que va a coronar debemos controlar con nuestro rey una de las tres casillas críticas que hay delante del peón. Estas casillas están dos filas delante del peón si no ha sobrepasado la mitad del tablero (diagrama 4: flanco de dama) y una fila delante del peón si ha sobrepasado la mitad del tablero (diagrama 4: flanco de rey).

### Ejemplo
|    |    |    |    |       |       |    |    |    |  |
|    | a8 | b8 | c8 | d8    | e8 kd | f8 | g8 | h8 |  |
| a7 | b7 | c7 | d7 | e7    | f7    | g7 | h7 |    |  |
| a6 | b6 | c6 | d6 | e6    | f6    | g6 | h6 |    |  |
| a5 | b5 | c5 | d5 | e5    | f5    | g5 | h5 |    |  |
| a4 | b4 | c4 | d4 | e4    | f4    | g4 | h4 |    |  |
| a3 | b3 | c3 | d3 | e3    | f3    | g3 | h3 |    |  |
| a2 | b2 | c2 | d2 | e2 pl | f2    | g2 | h2 |    |  |
| a1 | b1 | c1 | d1 | e1 kl | f1    | g1 | h1 |    |  |
|    |    |    |    |       |       |    |    |    |  |

|    |    |    |    |       |       |    |    |    |  |
|    | a8 | b8 | c8 | d8    | e8 kd | f8 | g8 | h8 |  |
| a7 | b7 | c7 | d7 | e7    | f7    | g7 | h7 |    |  |
| a6 | b6 | c6 | d6 | e6 kl | f6    | g6 | h6 |    |  |
| a5 | b5 | c5 | d5 | e5 pl | f5    | g5 | h5 |    |  |
| a4 | b4 | c4 | d4 | e4    | f4    | g4 | h4 |    |  |
| a3 | b3 | c3 | d3 | e3    | f3    | g3 | h3 |    |  |
| a2 | b2 | c2 | d2 | e2    | f2    | g2 | h2 |    |  |
| a1 | b1 | c1 | d1 | e1    | f1    | g1 | h1 |    |  |
|    |    |    |    |       |       |    |    |    |  |

En la posición del diagrama 5.
1.Rf2 Rf8

El rey negro hace una jugada de espera para que en número de casillas entre los dos reyes sea impar.

2.Rf3 Re7

3.Re4...

El rey blanco debe de estar delante de su peón, en su misma columna, cuando obtenga la oposición.

3.... Re6

Parece que el rey negro ha conseguido la oposición, pero el blanco tiene una jugada de «reserva»...

4.e3...

... y ahora le toca jugar al negro, es el blanco quien ha conseguido la oposición y el negro se encuentra en zugzwang.

4.... Rd6

Ahora el blanco debe de romper la oposición para permitir el avance de su peón. Debe de colocarse en la columna contraria a la que haya ido el rey débil y avanzando una fila.

5.Rf5 Rd5

6.e4+ Rd6

7.Rf6 Rd7

8.e5 Re8

Ojo, cuando el rey negro vuelve a la columna en la que está el peón, el rey fuerte debe de volver también a esa misma columna teniendo la oposición, para poder ir al lado contrario de donde vaya el rey débil (diagrama 6).

9.Re6 Rf8

10.Rd7 Rf7

11.e6+ Rf8

12.e7+ Rf7

13.e8=D+ y mate de dama y rey contra rey.

### El peón de torre
|    |    |    |    |    |    |    |       |       |  |
|    | a8 | b8 | c8 | d8 | e8 | f8 | g8    | h8 kd |  |
| a7 | b7 | c7 | d7 | e7 | f7 | g7 | h7    |       |  |
| a6 | b6 | c6 | d6 | e6 | f6 | g6 | h6 kl |       |  |
| a5 | b5 | c5 | d5 | e5 | f5 | g5 | h5 pl |       |  |
| a4 | b4 | c4 | d4 | e4 | f4 | g4 | h4    |       |  |
| a3 | b3 | c3 | d3 | e3 | f3 | g3 | h3    |       |  |
| a2 | b2 | c2 | d2 | e2 | f2 | g2 | h2    |       |  |
| a1 | b1 | c1 | d1 | e1 | f1 | g1 | h1    |       |  |
|    |    |    |    |    |    |    |       |       |  |

|    |    |    |    |    |    |    |       |       |  |
|    | a8 | b8 | c8 | d8 | e8 | f8 | g8    | h8 kd |  |
| a7 | b7 | c7 | d7 | e7 | f7 | g7 | h7 pl |       |  |
| a6 | b6 | c6 | d6 | e6 | f6 | g6 | h6 kl |       |  |
| a5 | b5 | c5 | d5 | e5 | f5 | g5 | h5    |       |  |
| a4 | b4 | c4 | d4 | e4 | f4 | g4 | h4    |       |  |
| a3 | b3 | c3 | d3 | e3 | f3 | g3 | h3    |       |  |
| a2 | b2 | c2 | d2 | e2 | f2 | g2 | h2    |       |  |
| a1 | b1 | c1 | d1 | e1 | f1 | g1 | h1    |       |  |
|    |    |    |    |    |    |    |       |       |  |

Estos finales de peón y rey contra rey se ganan siempre excepto cuando el peón que ha de coronar es el peón de torre. 
En el caso del peón de torre la partida es tablas, ya que sólo hay un lado al que ir después de obtener la oposición, y así por ejemplo en la posición del diagrama 7 tras:
1.... Rg8

2.Rg6 Rh8

3.h6 Rg8

4.h7+ Rh8

5.Rh6 tablas.
Diagrama 8
Corolario: la única oportunidad que tiene el bando débil de no perder la partida cuando está sólo y al adversario le queda el rey y el peón de torre, es ir lo antes posible al rincón de coronación; antes de que el rey fuerte se lo impida con alguna jugada.